# Acartus subinermis
Acartus subinermis es una especie de escarabajo longicornio del género Acartus, tribu Acanthocinini, subfamilia Lamiinae. Fue descrita científicamente por Breuning en 1956.
El período de vuelo de la especie se presenta durante el mes de noviembre.

## Descripción
Mide 4,5 milímetros de longitud.

## Distribución
Se distribuye por Zimbabue.